# BATTER UP
〈BATTER UP〉是韓國女子團體BABYMONSTER的出道首張單曲，於2023年11月27日由YG娛樂以及KT音樂發行，另有7人版本收錄於首張韓語迷你專輯《BABYMONS7ER》中。

## 背景

### 2023年
1月1日發佈名為「YG NEXT MOVEMENT」的概念預告片，並正式公佈組合名稱為「BABYMONSTER」。 官方YouTube頻道開通24小時後，訂閱數破十萬，成爲最快達成此成就的K-pop團體。成員Rami的翻唱影片登上了Billboard Hot Trending Song第八名。
5月11日，出道組確認7人，並宣布將於5月14日韓國時間0點發行出道先行曲《DREAM》。
9月27日，獨家報導稱YG娛樂打造的全新女團BABYMONSTER無法在9月出道，此前YG內部表示「最晚9月可以出道」，但最終結果是「毫無消息」，接近9月末了依然沒有公開關於組合出道的宣傳日程。
10月10日，官方宣布BABYMONSTER成員已開始練習主打歌的編舞，並將於10月底開始拍攝MV，11月則正式迎來出道。對於延遲出道的爭議，YG娛樂表示，「為了以最好的成績回報大家，我們在選擇主打歌時非常謹慎，出道日期因此比我們最初提到的9月稍晚一些，還請大家諒解」。
11月10日，官方宣布正式出道日期為11月27日。11月12日，釋出Chiquita個人預告片與預告照。11月14日，釋出Asa個人預告片與預告照。11月15日，宣布成員Ahyeon暫不參與出道。11月16日，釋出Rora個人預告片與預告照。YG確認Ahyeon仍是BABYMONSTER的成員，但因健康問題不會參與出道。
11月18日，釋出Pharita個人預告片與預告照。11月19日官方正式公布出道曲目為《BATTER UP》。11月20日，釋出Ruka個人預告片與預告照。11月22日，釋出Rami個人預告片與預告照。11月23日，釋出M/V預告。11月27日，釋出M/V。

### 2024年
4月1日，發布7人版音源。
8月16日，發布日文版音源。

## 曲目
| 曲序     | 曲目      |                                                                     | 作曲                               | 编曲                 | 时长 |
| -------- | --------- | ------------------------------------------------------------------- | ---------------------------------- | -------------------- | ---- |
| 1.       | BATTER UP | Jared Lee YG Asa CHOI HYUN SUK LEE CHANHYUK WHERE THE NOISE BIGTONE | Chaz Mishan YG DEE.P Jared Lee ASA | YG DEE.P Chaz Mishan | 3:09 |
| 总时长： | 总时长：  | 总时长：                                                            | 总时长：                           | 总时长：             | 3:09 |